# Kortine
Kortine este o localitate din comuna Koper, Slovenia, cu o populație de 84 de locuitori.